# Трафој (Болцано)
Трафој је насеље у Италији у округу Болцано, региону Трентино-Јужни Тирол.
Према процени из 2011. у насељу је живело 60 становника. Насеље се налази на надморској висини од 1539 м.